# TomEE
Apache TomEE — проект верхнего уровня Apache, сервер приложений, базирующийся на спецификации стека Java EE 6 Web Profile. 

В качестве контейнера сервлетов TomEE использует оригинальный Tomcat без каких либо изменений. 

Это является важной особенностью, так как позволяет легко добавить более специфичные технологии стека Java EE без необходимости разрешения проблем переносимости.
Имеет несколько вариантов поставки:

## TomEE с поддержкой технологий
Java Servlets 

Java ServerPages (JSP) 

Java ServerFaces (JSF) 

Java Transaction API (JTA) 

Java Persistence API (JPA) 

Java Contexts and Dependency Injection (CDI) 

Java Authentication and Authorization Service (JAAS) 

Java Authorization Contract for Containers (JACC) 

JavaMail API 

Bean Validation 

Enterprise JavaBeans

## TomEE JAXRS с поддержкой технологий TomEE и дополнительной поддержкой
Java API for RESTful Web Services (JAX-RS)

## TomEE+ с поддержкой технологий TomEE & TomEE JAXRS и дополнительной поддержкой
Java API for XML Web Services (JAX-WS) 

Java EE Connector Architecture 

Java Messaging Service (JMS)